# 2010年の日本
2010年の日本（2010ねんのにほん）では、2010年（平成22年）の日本の出来事・流行・世相などについてまとめる。

## 他の紀年法
日本では、西暦の他にも以下の紀年法を使用している。なお、以下の紀年法は西暦と月日が一致している。
- 元号
  - 平成22年
- 神武天皇即位紀元
  - 皇紀2670年
- 干支
  - 庚寅（かのえ とら）

## カレンダー
| 1月 |    |    |    |    |    |    |
| 日  | 月 | 火 | 水 | 木 | 金 | 土 |
|     |    |    |    |    | 1  | 2  |
| 3   | 4  | 5  | 6  | 7  | 8  | 9  |
| 10  | 11 | 12 | 13 | 14 | 15 | 16 |
| 17  | 18 | 19 | 20 | 21 | 22 | 23 |
| 24  | 25 | 26 | 27 | 28 | 29 | 30 |
| 31  |    |    |    |    |    |    |
|     |    |    |    |    |    |    |

| 2月 |    |    |    |    |    |    |
| 日  | 月 | 火 | 水 | 木 | 金 | 土 |
|     | 1  | 2  | 3  | 4  | 5  | 6  |
| 7   | 8  | 9  | 10 | 11 | 12 | 13 |
| 14  | 15 | 16 | 17 | 18 | 19 | 20 |
| 21  | 22 | 23 | 24 | 25 | 26 | 27 |
| 28  |    |    |    |    |    |    |
|     |    |    |    |    |    |    |

| 3月 |    |    |    |    |    |    |
| 日  | 月 | 火 | 水 | 木 | 金 | 土 |
|     | 1  | 2  | 3  | 4  | 5  | 6  |
| 7   | 8  | 9  | 10 | 11 | 12 | 13 |
| 14  | 15 | 16 | 17 | 18 | 19 | 20 |
| 21  | 22 | 23 | 24 | 25 | 26 | 27 |
| 28  | 29 | 30 | 31 |    |    |    |
|     |    |    |    |    |    |    |

| 4月 |    |    |    |    |    |    |
| 日  | 月 | 火 | 水 | 木 | 金 | 土 |
|     |    |    |    | 1  | 2  | 3  |
| 4   | 5  | 6  | 7  | 8  | 9  | 10 |
| 11  | 12 | 13 | 14 | 15 | 16 | 17 |
| 18  | 19 | 20 | 21 | 22 | 23 | 24 |
| 25  | 26 | 27 | 28 | 29 | 30 |    |
|     |    |    |    |    |    |    |

| 5月 |    |    |    |    |    |    |
| 日  | 月 | 火 | 水 | 木 | 金 | 土 |
|     |    |    |    |    |    | 1  |
| 2   | 3  | 4  | 5  | 6  | 7  | 8  |
| 9   | 10 | 11 | 12 | 13 | 14 | 15 |
| 16  | 17 | 18 | 19 | 20 | 21 | 22 |
| 23  | 24 | 25 | 26 | 27 | 28 | 29 |
| 30  | 31 |    |    |    |    |    |
|     |    |    |    |    |    |    |

| 6月 |    |    |    |    |    |    |
| 日  | 月 | 火 | 水 | 木 | 金 | 土 |
|     |    | 1  | 2  | 3  | 4  | 5  |
| 6   | 7  | 8  | 9  | 10 | 11 | 12 |
| 13  | 14 | 15 | 16 | 17 | 18 | 19 |
| 20  | 21 | 22 | 23 | 24 | 25 | 26 |
| 27  | 28 | 29 | 30 |    |    |    |
|     |    |    |    |    |    |    |

| 7月 |    |    |    |    |    |    |
| 日  | 月 | 火 | 水 | 木 | 金 | 土 |
|     |    |    |    | 1  | 2  | 3  |
| 4   | 5  | 6  | 7  | 8  | 9  | 10 |
| 11  | 12 | 13 | 14 | 15 | 16 | 17 |
| 18  | 19 | 20 | 21 | 22 | 23 | 24 |
| 25  | 26 | 27 | 28 | 29 | 30 | 31 |
|     |    |    |    |    |    |    |

| 8月 |    |    |    |    |    |    |
| 日  | 月 | 火 | 水 | 木 | 金 | 土 |
| 1   | 2  | 3  | 4  | 5  | 6  | 7  |
| 8   | 9  | 10 | 11 | 12 | 13 | 14 |
| 15  | 16 | 17 | 18 | 19 | 20 | 21 |
| 22  | 23 | 24 | 25 | 26 | 27 | 28 |
| 29  | 30 | 31 |    |    |    |    |
|     |    |    |    |    |    |    |

| 9月 |    |    |    |    |    |    |
| 日  | 月 | 火 | 水 | 木 | 金 | 土 |
|     |    |    | 1  | 2  | 3  | 4  |
| 5   | 6  | 7  | 8  | 9  | 10 | 11 |
| 12  | 13 | 14 | 15 | 16 | 17 | 18 |
| 19  | 20 | 21 | 22 | 23 | 24 | 25 |
| 26  | 27 | 28 | 29 | 30 |    |    |
|     |    |    |    |    |    |    |

| 10月 |    |    |    |    |    |    |
| 日   | 月 | 火 | 水 | 木 | 金 | 土 |
|      |    |    |    |    | 1  | 2  |
| 3    | 4  | 5  | 6  | 7  | 8  | 9  |
| 10   | 11 | 12 | 13 | 14 | 15 | 16 |
| 17   | 18 | 19 | 20 | 21 | 22 | 23 |
| 24   | 25 | 26 | 27 | 28 | 29 | 30 |
| 31   |    |    |    |    |    |    |
|      |    |    |    |    |    |    |

| 11月 |    |    |    |    |    |    |
| 日   | 月 | 火 | 水 | 木 | 金 | 土 |
|      | 1  | 2  | 3  | 4  | 5  | 6  |
| 7    | 8  | 9  | 10 | 11 | 12 | 13 |
| 14   | 15 | 16 | 17 | 18 | 19 | 20 |
| 21   | 22 | 23 | 24 | 25 | 26 | 27 |
| 28   | 29 | 30 |    |    |    |    |
|      |    |    |    |    |    |    |

| 12月 |    |    |    |    |    |    |
| 日   | 月 | 火 | 水 | 木 | 金 | 土 |
|      |    |    | 1  | 2  | 3  | 4  |
| 5    | 6  | 7  | 8  | 9  | 10 | 11 |
| 12   | 13 | 14 | 15 | 16 | 17 | 18 |
| 19   | 20 | 21 | 22 | 23 | 24 | 25 |
| 26   | 27 | 28 | 29 | 30 | 31 |    |
|      |    |    |    |    |    |    |

## 在職者
- 天皇: 明仁
- 内閣総理大臣: 鳩山由紀夫(民主党)、6月8日より菅直人(民主党)
- 内閣官房長官: 平野博文(民主党)、6月8日より仙谷由人(民主党)
- 最高裁判所長官: 竹﨑博允
- 衆議院議長: 横路孝弘(民主党)
- 参議院議長: 7月25日まで江田五月(民主党)、7月30日より西岡武夫(民主党)
- 国会: 第174回 (常会, 1月18日-6月16日）、第175回 (臨時会, 7月30日-8月6日)、第176回 (臨時会, 10月1日-12月3日)

## 世相
- 度重なるアクシデントの末に小惑星探査機「はやぶさ」が世界で初めて地球重力圏外天体に着陸してのサンプルリターンに成功、無事地球への帰還を果たした。このニュースは日本のみならず世界中のメディアでもとりあげられ、大きな反響を呼んだ。

### 2010年の流行語
「ゲゲゲの」（武良布枝）が新語・流行語大賞の年間大賞を受賞した（その他の受賞語は後節「#流行語」も参照）。

### 2010年の漢字
「暑」・・・観測史上1位の猛暑となり、熱中症が続出したことなどから。

### 周年
- 2月13日 - 長崎屋火災から20年。
- 3月4日 - PlayStation 2発売から10年。
- 3月8日 - 営団日比谷線中目黒駅構内列車脱線衝突事故から10年。
- 3月10日 - 平城京遷都1300周年。これを記念し、平城遷都1300年記念事業を展開。
- 1月14日 - 中央大学教授刺殺事件から1年。
- 1月17日 - 阪神・淡路大震災（兵庫県南部地震）から15年。
- 1月19日 - 日米安全保障条約の署名50周年[c 1]。
- 2月17日 - 中部国際空港開港5周年。
- 3月2日 - 土佐くろしお鉄道宿毛駅衝突事故から5年。
- 3月17日 - つくば科学万博開幕から25周年。
- 3月20日 - 福岡県西方沖地震から5年。
- 4月2日 - 仙台アーケード街トラック暴走事件から5年。
- 4月25日
  - JR福知山線脱線事故から5年。
  - ファミレス2人射殺事件から5年。
- 5月1日 - 豊川市主婦殺人事件から10年。
- 5月2日 - 蟹江一家3人殺傷事件から1年。
- 5月3日 - 西鉄バスジャック事件から10年。
- 5月8日 - 宇都宮実弟殺害事件から5年。
- 5月14日 - 日英博覧会開催100周年[c 2]。
- 5月22日 - 多賀城市RV車飲酒運転事故から5年。
- 6月11日 - 宇都宮宝石店放火殺人事件から10年。
- 6月21日 - 岡山金属バット母親殺害事件から10年。
- 7月20日 - 沖縄国際海洋博覧会開催35周年。
- 7月23日 - 千葉県北西部地震から5年。
- 7月29日 - 山口母親殺害事件から10年。
- 8月2日 - 自殺サイト殺人事件から5年。
- 8月6日 - 広島市への原爆投下から65年。
- 8月9日 - 長崎市への原爆投下から65年。
- 8月12日 - 日本航空123便墜落事故から25年。
- 8月14日 - 大分一家6人殺傷事件から10年。
- 8月15日 - 第二次世界大戦（太平洋戦争）終戦65年。
- 8月29日 - 大日本帝国による韓国併合100周年[c 3]。
- 9月9日 - 滝川市小6いじめ自殺事件から5年。
- 9月10日 - 日本におけるカラーテレビ放送50周年[a 1]。
- 9月13日 - スーパーマリオブラザーズ発売25周年。
- 10月1日 - 日本道路公団・首都高速道路公団・阪神高速道路公団・本州四国連絡橋公団の道路関係四公団の民営化5年。
- 10月16日 - 横浜OL殺害事件から10年。
- 11月1日 - TOKYO MX開局15周年。
- 11月13日 - 新潟少女監禁事件発生から10年。
- 11月17日 - 大阪姉妹殺害事件から5年。
- 12月1日
  - BSデジタル放送開始10周年。
  - 栃木小1女児殺害事件から5年。
- 12月4日 - 歌舞伎町ビデオ店爆破事件から10年。
- 12月18日 - 全国高等学校野球選手権大会95周年（旧制中学時代を含む）。
- 12月21日 - コミックマーケット1回目の開催から35周年。
- 12月23日 - 京都大学アメフト部レイプ事件から5年。
- 12月25日 - JR羽越本線脱線事故から5年。
- 12月30日 - 世田谷一家殺害事件から10年。

## できごと

### 1月
- 1月1日
  - 奈良県で平城遷都1300年祭が開幕（- 年末）。
  - 肝炎対策基本法施行。肝炎患者・感染者の支援と医療体制の整備が目的。
  - 日本年金機構が発足[c 4]。
- 1月4日
  - 東京証券取引所でアローヘッドが稼働。
  - 鳩山由紀夫首相が年頭会見。
- 1月12日 - 羽田空港の新管制塔が運用開始。
- 1月13日-16日 - 日本共産党第25回大会。
- 1月14日 - 芥川龍之介賞・直木三十五賞が発表され、芥川龍之介賞には磯崎憲一郎、直木三十五賞に北村薫が選ばれた[a 2]。
- 1月15日 - 民主党小沢一郎幹事長の資金管理団体の政治資金収支報告書に4億円の収入を記載しなかったとして、政治資金規正法違反容疑で小沢の元秘書の石川知裕衆議院議員ら3人を逮捕
- 1月16日
  - 民主党大会。
  - 大学入試センター試験（- 17日）。
- 1月18日 - 通常国会召集。
- 1月19日 - 日本航空が会社更生法の適用を申請（事実上の倒産）。
- 1月20日 - 北海道砂川市の政教分離訴訟で最高裁大法廷判決。
- 1月24日
  - 東日本旅客鉄道京浜東北線・根岸線から209系電車が引退[a 3]。
  - 自由民主党大会開催。
  - アメリカ合衆国駐留軍普天間飛行場移転問題を占うものとして注目された沖縄県名護市市長選挙が施行され、民主党などが推薦する基地移設反対派の稲嶺進が公明党などが支持した現職の島袋吉和を下して初当選を果たす[a 4]。
- 1月28日 - 君が代不起立再雇用拒否訴訟で東京高裁控訴審判決。

### 2月
- 2月2日 - 国土交通省が高速道路無料化社会実験の開始日時と路線を発表。
- 2月4日
  - 任期満了に伴う長崎県知事選が告示。
  - 石垣島で日本最古となる2万年前の人骨発見。
  - 第2次世界大戦下に発生した横浜事件で治安維持法で逮捕起訴された元出版社社員の遺族が国に対して刑事補償請求を求めていた裁判の判決で横浜地方裁判所が遺族側の請求を認め、故人の実質無罪を認定[a 5]。
- 2月10日 - 世界の終わり（現:SEKAI NO OWARI）が、幻の命でインディーズデビュー。
- 2月20日 - アメリカのジョン・フォスター・ダレス国際空港（ワシントンD.C）発成田国際空港行きのユナイテッド航空897便がアラスカ州の上空付近で乱気流に巻き込まれる事故が発生した。乗客18人が負傷した[a 6]。
- 2月21日 - 任期満了に伴う長崎県知事選挙が実施され、自民党・公明党推薦の新人候補：中村法道が対立候補を抑えて当選を果たした[a 7]。
- 2月28日 - 2月27日に南米チリで発生した地震による津波警報が気象庁より発表された（後述）[a 8]。
  - 500系電車が東海道新幹線の運用から撤退し、定期「のぞみ」運用を終了。以後は山陽新幹線内限定の「こだま」運用のみとなる。

### 3月
- 3月1日 - MBSラジオが未明の放送終了を以ってAMステレオ放送を終了、早朝の放送開始からモノラル放送に移行。
- 3月6日 - 東関東自動車道の茨城空港北ICから茨城町JCT間が開通。
- 3月10日
  - 山陽新幹線全線開業35周年。
  - 神奈川県鎌倉市の鶴岡八幡宮で樹齢1000年とされる大銀杏が根元から倒れる。
- 3月11日 - 茨城県の航空自衛隊百里飛行場（愛称・茨城空港）が民間共用を開始[c 5]。
- 3月13日 - 福岡地区の交通事業者3社が発行する交通系ICカード（西日本鉄道が発行するnimoca、JR九州が発行するSUGOCA、福岡市交通局が発行するはやかけん）の相互利用を開始。同時にこの3カードとSuicaの相互利用も開始され、福岡市内・都市圏の主要な鉄道・バスでSuicaを利用することが可能となる。
- 3月14日 - 任期満了に伴う石川県知事選挙が施行され、現職の谷本正憲が対立候補3人を退けて5回目の当選を果たした[a 9]。
- 3月15日
  - ABCラジオが未明の放送終了を以ってAMステレオ放送を終了、早朝の放送開始からモノラル放送に移行。
  - 東京、大阪の民放ラジオ局13社が、通常の放送と同時にインターネットにも番組配信する6か月間の試験放送を「radiko.jp」にて開始[a 10]。
- 3月20日 - 京都と大阪を結ぶ第二京阪道路の枚方東IC(大阪府枚方市) - 門真JCT(大阪府門真市)間が開通。第二京阪道路はこれにて全通。
- 3月21日 - 第82回選抜高等学校野球大会開幕。
- 3月26日 - 足利事件の再審公判で被疑者の63歳の男性に対し無罪の判決。検察が上訴権放棄を宇都宮地裁に申し立てて受理され、無罪判決が即日確定。
- 3月27日 - 宇和島道路の津島高田IC - 宇和島南IC間が開通。
- 3月28日
  - 鳥取自動車道の佐用JCTから大原IC、河原ICから鳥取ICが開通。これにより鳥取自動車道はほぼ全線開通し、鳥取市への利便性がよくなる。
  - 首都高速中央環状線が大橋JCTまで延長され、首都高速3号渋谷線に接続。
  - 建設中の東京スカイツリーが東京タワーを抜いて338mとなり日本一の高さの建設物となった。
- 3月30日 - 元厚生事務次官宅連続襲撃事件の犯人に対しさいたま地裁より死刑判決が言い渡される。
- 3月31日
  - ソフトバンクモバイルがPDC方式のサービス(SoftBank 6-2)を終了。
  - 日本電信電話（NTT）、Lモードサービスを終了[c 6]。
  - 朝日新聞西部本社が発行する朝日新聞の大分県と佐賀県での夕刊発行を停止。

### 4月
- 4月1日
  - 毎日新聞が共同通信を1952年に脱退して以来58年ぶりに再加盟[a 11]。
  - 北海道の14支庁を9総合振興局・5振興局に再編する北海道総合振興局設置条例が施行。
  - 神奈川県相模原市が19番目の政令指定都市に移行し、緑区・中央区・南区の3行政区が設置。同時に相模原市と座間市の郵便番号が大幅に変更され、両市の郵便番号は上3桁が「252」に統一されるとともに統括支店も郵便事業横浜神奈川支店から郵便事業綾瀬支店へ移管された。
  - 土壌汚染対策法および宅地建物取引業法の改正の施行。
  - 第一生命保険、MS&ADインシュアランスグループホールディングス、JXホールディングスが東京証券取引所に上場。
- 4月3日 - 第82回選抜高校野球大会の決勝戦が阪神甲子園球場で行われ、沖縄県の興南高が東京都の日大三高に延長12回、10対5で勝利し、初優勝。
- 4月6日 - 1961年に発生した名張毒ぶどう酒事件の第7次再審請求で死刑囚が最高裁判所に申し立てていた特別抗告に対し、最高裁判所は名古屋高等裁判所に審理を差し戻す決定。同時に死刑囚の刑執行も停止。
- 4月18日
  - 山形新幹線開業当初に導入された新幹線400系電車がこの日新庄駅 - 東京駅間で運行された「つばさ18号 さよなら400系」を最後に引退。
  - プロ野球における連続フルイニング出場記録の世界記録を継続していた阪神タイガースの金本知憲がこの日の対横浜戦でスターティングメンバーから外れ、1999年7月21日から継続していた連続フルイニング出場の記録が1,492試合でストップ。なお代打として試合に出場したため連続試合出場は継続した。
- 4月20日 - 富山市会社役員夫婦放火殺人事件が発生。
- 4月27日
  - 殺人罪や強盗殺人罪など最高刑が死刑の12の罪について、公訴時効を廃止する改正刑事訴訟法が成立し、即日施行された[a 12]。施行時点で公訴時効が成立していない事件に適用される。
  - 障害者団体向け割引郵便制度悪用事件で厚生労働省に偽の障害者団体証明書を発行させて郵便料金約3億7700万円の支払いを不正に免れたとして虚偽有印公文書作成・行使罪と郵便法違反に問われた元障害者団体会長に対し大阪地方裁判所は虚偽有印公文書作成・行使罪については無罪、郵便法違反について罰金540万円の判決を言い渡した[a 13]。

### 5月

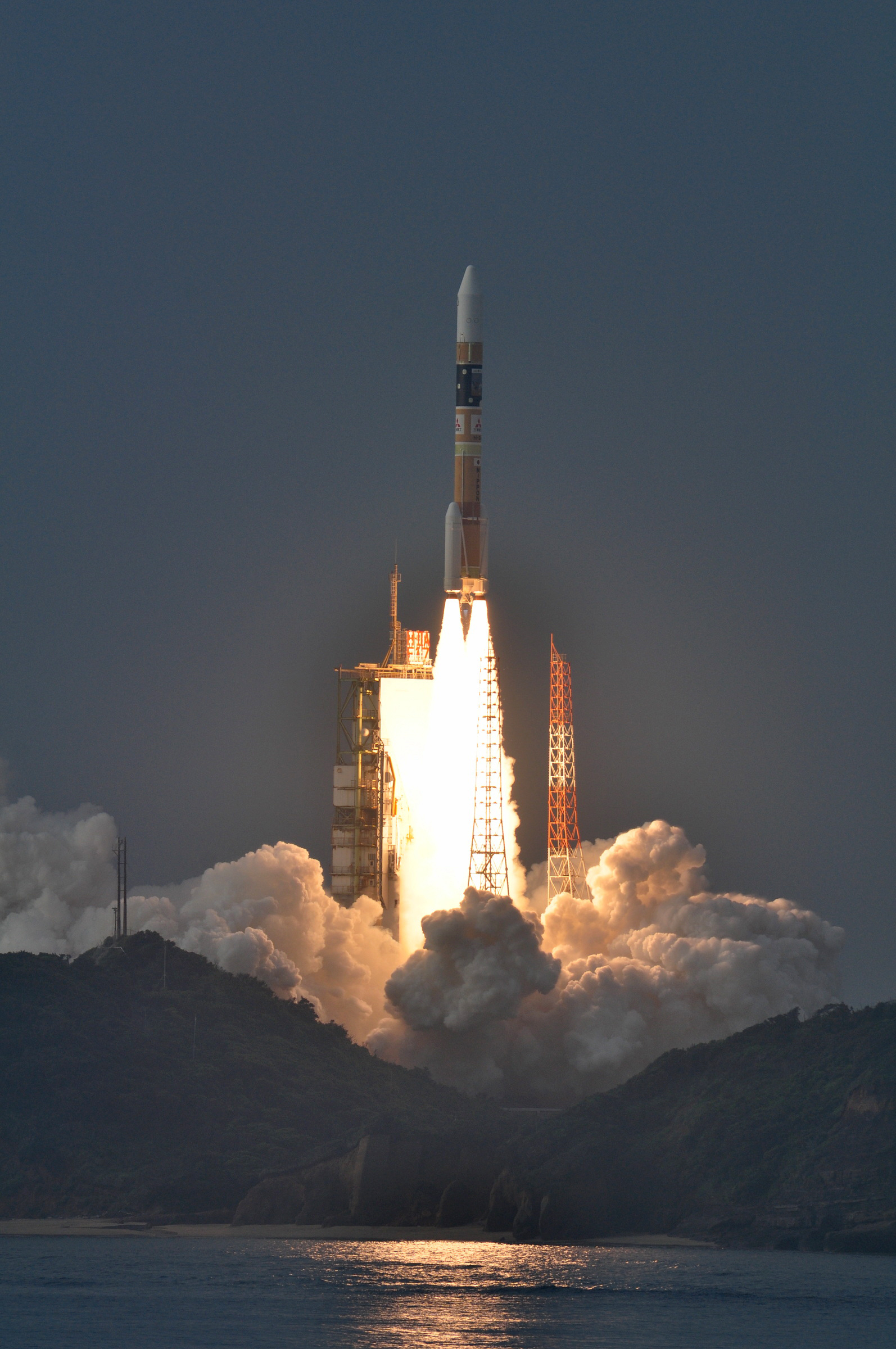
H-IIAロケット17号機による「あかつき」の打ち上げ

- 5月4日 - アメリカ軍普天間基地の移設問題で鳩山由紀夫首相が沖縄を訪問し沖縄と徳之島に分散移設する方針を表明。
- 5月7日 - アメリカ軍普天間基地の移設問題で鳩山由紀夫首相が徳之島の徳之島町、伊仙町、天城町の3町長に基地移転を要請。
- 5月8日-JR西日本がICOCAを使った京阪電鉄(大津線を除く)との連絡定期券を発売開始。
- 5月15日 - 4月18日に途切れた、阪神・金本知憲の連続フルイニング出場記録がギネス世界記録に認定[a 14]。
- 5月18日 - 宮崎県で流行している家畜伝染病口蹄疫問題で東国原英夫知事が非常事態を宣言。
- 5月19日 - 宮崎県で流行している家畜伝染病口蹄疫問題で赤松広隆農林水産大臣が発生地から10km圏内をワクチンを打った上で殺処分等の対策を発表。
- 5月21日 - 金星探査機あかつき打ち上げ。
- 5月30日
  - 鳩山由紀夫内閣で連立政権を組織していた社会民主党が全国幹事長会議などを開催し、沖縄県アメリカ軍普天間基地移設問題を巡って福島瑞穂党首が閣僚を罷免されたことに伴い、連立政権からの離脱を正式決定した[a 15]。
  - 近鉄奈良線の八戸ノ里駅 - 瓢箪山駅間の下り線（奈良方面行き）が高架化。

### 6月
- 6月2日 - 内閣総理大臣鳩山由紀夫が民主党臨時両院議員総会の席で退陣を表明[a 16]。また小沢一郎民主党幹事長も同時に辞任を表明した[a 17]。
- 6月3日
  - 大手ビジネスホテル「東横イン」（東京都大田区）で、大阪府や兵庫県内のホテルのフロント業務を担当する20 - 30代の女性正社員十数人が「東横イン労働組合」を結成。サービス残業中止や産休取得など、法令順守を求めるため、同社に団体交渉を申し入れ。
  - ダイエー創業者、中内㓛の次男で旧福岡ダイエーホークス元オーナーを務めた中内正が、贈与税2億7500万円を脱税したとして相続税法違反容疑でさいたま地検に逮捕された。
- 6月4日 - 鳩山由紀夫内閣が総辞職。菅直人が民主党代表選挙で樽床伸二を破って第8代民主党代表に選出され[a 18]、同日の衆議院及び参議院での首班指名選挙に於いて第94代内閣総理大臣に選出される[a 19]。
- 6月8日 - 菅直人内閣が発足[a 20]。
- 6月13日 - 小惑星探査機「はやぶさ」が地球に帰還。
- 6月18日 - 改正貸金業法が施行される。
- 6月22日 - 特許庁先任審判官が、基幹系システムリニューアル事業の入札情報提供の見返りにNTTデータから200万円のタクシー券を受け取っていた収賄の容疑で、警視庁に逮捕された[a 21]。
- 6月28日 - 高速道路無料化社会実験の開始。
- 6月30日 - 岩手日報が夕刊の発行を廃止、朝刊単独紙に移行。

### 7月
- 7月1日 - 東京都はインターネット端末利用営業の規制に関する条例を施行。
- 7月5日 - 2011年7月の地上アナログテレビ放送停波及び地上デジタルテレビ放送の完全移行を前提に、日本放送協会(NHK)や民間放送地上波テレビ放送局127社はアナログ放送で放送される全番組をNHKと日本民間放送連盟の申し合わせにより画角16:9サイズのレターボックス放送に移行[注釈 1]。
- 7月11日 - 第22回参院選が実施され民主党が惨敗、自民党が勝利し、参院の民主党が106議席、自民党が84議席。連立与党の国民新党は議席を獲得できず、与党が過半数に届かないためねじれ国会へ。
- 7月12日 - 愛媛県松山市の松山城の裏で豪雨による土砂崩れが発生、1982年に再建された夏目漱石由来の愚陀仏庵が全壊。14年後の同じ日にも松山城の崖が崩れ民家を襲っている[1]。
- 7月17日
  - 京成成田空港線（成田スカイアクセス線）開業。成田空港連絡特急列車「スカイライナー」は同線経由での運行となり、車両も新車両のAE形が就役し、日本国内の新幹線以外では北越急行ほくほく線に続く2例目となる最高速度160km/hでの走行を実施。
  - 改正15歳未満の子供の臓器移植を可能とした臓器移植法（2009年改正）が施行。
- 7月20日 - 1987年の大韓航空機爆破事件の実行犯である金賢姫元工作員が北朝鮮日本人拉致事件の被害者家族との面会等を目的に来日（23日まで）。
- 7月24日 - 地上アナログテレビ放送終了及び地上デジタルテレビ放送完全移行まで残り1年。リハーサルとして石川県珠洲市の全世帯ではこの日をもって地上アナログテレビ放送を終了した。
- 7月29日 - 東京都足立区の住宅で、この家に住み同区に住民登録している1899年生まれの男性の白骨化した遺体が発見される。部屋の中から1978年の新聞が発見されており同年に死亡したものと推定された。生きていれば111歳であり東京都内男性最高齢者とされ、また家族がこの男性の年金を不正に受給していた。
- 7月30日 - 大阪市西区のマンションで2児（3歳女児と1歳9ヶ月男児）の遺体が発見され、同日に母親が死体遺棄の容疑で逮捕された。

### 8月
- 8月2日-8日 - 第15回日本ジャンボリーが静岡県朝霧高原にて開催。
- 8月7日 - 第92回全国高等学校野球選手権大会が開幕。
- 8月15日 - 北海道大樹町の日高山系の沢で縦走登山中の東京理科大学ワンダーフォーゲル部員4人が鉄砲水に流され、部長がはい上がり生存したが他の3人の部員が死亡[a 22]。
- 8月18日 - 香川県多度津町佐柳島沖に、第六管区海上保安本部所属のヘリコプター「あきづる」が墜落。乗っていた5人全員が死亡。
- 8月21日 - 第92回全国高等学校野球選手権大会の決勝が甲子園で行われ興南（沖縄）が1970年（第52回）以来40年ぶりの優勝を目指した東海大相模（神奈川）を13-1で下し初優勝。沖縄県勢として初の夏大会制覇を飾るとともに、史上6校目の甲子園大会春夏連覇達成。
- 8月27日 - 所在不明高齢者問題の発端となった111歳のミイラ化した男性の長女が詐欺容疑で逮捕される[a 23]。

### 9月
- 9月4日 - 名古屋高速4号東海線 山王JCT-六番北出入口間開通。
- 9月7日 - 尖閣諸島中国漁船衝突事件が発生[a 24]。
- 9月10日
  - 障害者団体向け割引郵便制度悪用事件で障害者団体に対し嘘の証明書を発行したとして虚偽有印公文書作成・行使罪に問われていた元・厚生労働省雇用均等・児童家庭局長村木厚子被告に大阪地方裁判所が無罪判決。
  - 日本振興銀行が経営破綻し、自見庄三郎金融担当大臣が史上初のペイオフの発動を表明した[a 25]。
- 9月14日 - 任期満了にともない民主党代表選挙が投開票され、菅直人が小沢一郎に勝利し、再選を果たした[c 7]。
- 9月16日
  - 近畿日本鉄道が直接の前身会社である奈良軌道（→大阪電気軌道→関西急行鉄道）創業以来、100周年を迎える。
  - タレント田代まさしがコカインを所持していたとして麻薬及び向精神薬取締法違反の現行犯で逮捕された。また、この際一緒にいた美容室経営者の女性も覚醒剤を所持していたため、覚せい剤取締法違反の容疑で逮捕された[a 26]。
  - 入院中の患者の爪を剥がしたとして逮捕・起訴されていた北九州八幡東病院の元看護師に対し、正当な医療行為であったとして無罪判決が下される[a 27]。
- 9月18日-11月14日 - 第27回全国都市緑化ならフェアやまと花ごよみ2010開催[c 8]。
- 9月21日 - 障害者団体向け割引郵便制度悪用事件無罪判決を受けた元・厚生労働省雇用均等・児童家庭局長村木厚子元・局長の部下だった上村勉被告から証拠品として押収したフロッピーディスクの内容を捜査に有利な内容に改ざんしたとして証拠隠滅の疑いで大阪地検特捜部の主任検事を逮捕し同時に大阪地検が村木元・局長の控訴を断念し無罪が確定、厚生労働省が村木元・局長の復職を発表。大阪地検特捜部主任検事証拠改ざん事件も参照。
- 9月30日
  - 平和祈念事業特別基金同基金廃止法に基づき、独立行政法人平和祈念事業特別基金解散。
  - 愛知国際放送 (RADIO-i)が放送終了・廃局。

### 10月
- 10月1日
  - 国勢調査が全国で一斉に実施された。
  - 障害者団体向け割引郵便制度悪用事件無罪判決を受けた元・厚生労働省雇用均等・児童家庭局長村木厚子元・局長の部下だった上村勉被告から証拠品として押収したフロッピーディスクの内容を捜査に有利な内容に改竄したとして証拠隠滅の疑いで大阪地検特捜部の主任検事が逮捕された事件で、フロッピーディスクの改ざんの事実を知りながら隠したとして当時・元主任検事の上司だった大阪地検前・特捜部部長と前・特捜部副部長を犯人隠避の疑いで最高検察庁が逮捕。大阪地検特捜部主任検事証拠改ざん事件を参照。
- 10月5日 - 日銀が4年3カ月ぶりに実質「ゼロ金利政策」を復活[2]。
- 10月11日-30日 - 名古屋市・名古屋国際会議場で生物の多様性に関する条約第10回締約国会議開催。最終日（10月30日）に生物遺伝資源の利益配分を定めた「名古屋議定書」を採択[a 28]。
- 10月12日 - 少年画報社が「食」をテーマにした漫画雑誌「思い出食堂」を刊行開始。
- 10月14日 - 先月、コカイン所持で逮捕されたタレント田代まさしと美容室経営の女性が覚せい剤取締法違反（共同所持）の容疑で再逮捕。
- 10月20日 - 首都高速神奈川6号川崎線 大師JCT-殿町出入口間開通。
- 10月21日 - 東京国際空港が再国際化し、4番目の滑走路であるD滑走路、新国際線ターミナル（現在の第3ターミナル）が供用開始。それに伴い、東京モノレールに羽田空港国際線ビル駅・京急空港線に羽田空港国際線ターミナル駅（いずれも現在の羽田空港第3ターミナル駅）が開業[a 29]。

### 11月
- 11月4日 - 尖閣諸島中国漁船衝突事件の発生時のものと思われる映像がYouTubeにおいてアカウント名「sengoku38」を称する海上保安官により公開され流出。
- 11月5日 - 日本銀行が政策委員会・金融政策決定会合において総額35兆円の資産買入等の基金による5兆円のリスク資産等の買入を翌週より開始することを発表。
- 11月13日〜14日 - 日本がホスト国となる第18回APEC首脳会議が神奈川県横浜市で開催される[c 9]。
- 11月14日
  - 任期満了に伴う政令指定都市移行後初となる新潟市市長選挙が施行され、現職の篠田昭が3回目の当選を果たした[a 30]。
  - 任期満了に伴う福岡市市長選挙が施行され、新人で元九州朝日放送アナウンサーの高島宗一郎が、現職の吉田宏らを抑えて初当選を果たした[a 31]。
- 11月18日 - 創価学会創立80周年。
- 11月27日 - 中国横断自動車道尾道松江線の尾道自動車道 尾道JCT-世羅IC間開通。
- 11月28日
  - 和歌山県知事選挙で仁坂吉伸が再選[a 32]。
  - 沖縄県知事選挙で仲井眞弘多が再選[a 33]。
  - 愛媛県知事選挙で中村時広が初当選[a 34]。

### 12月
- 12月1日 - 関西広域連合が発足。
- 12月4日 - 東北新幹線の八戸駅 - 新青森駅間が開業し、同線が全通する。
- 12月5日 - 議会を開会せずに専決処分を繰り返すなどした阿久根市長・竹原信一のリコール（解職請求）を問う住民投票が行われ、賛成が有効投票の過半数を上回って即日失職となる。
- 12月10日
  - 2010年の世相を象徴する「今年の漢字」に「暑」が選ばれた[a 35]。
  - 鹿児島市の高齢夫婦殺害、裁判員裁判の死刑求刑事件で初めての無罪判決[a 36]。
- 12月12日 - 鳥取豊岡宮津自動車道（余部道路）の余部IC - 香住IC間が開通。
- 12月17日 - 取手駅通り魔事件。14人が負傷
- 12月18日 - 沖縄県の屋我地島（名護市）と本部半島（今帰仁村）を結ぶワルミ大橋が開通。本部半島と古宇利島の間の移動距離が大幅に短縮される。
- 12月21日 - 日本で皆既月食が起き、雲で覆われた本州の大半を除き、北海道などで観測された[a 37]。
- 12月22日 - 午前2時19分、父島近海を震源とするM7.8の地震が発生し、小笠原諸島に津波警報、高知県などに津波注意報が発表された。伊豆諸島で50cm、小笠原で22cmの津波が観測された[b 1]。
- 12月24日 - NTTドコモがLTE方式の商用移動体通信サービス「Xi」を開始。
- 12月31日
  - 文具券の利用と販売がこの日限りで終了。
  - 翌2011年にかけて山陰地方中心に豪雪（平成23年豪雪）となり、帰省ラッシュ中の移動者が足止めを受けた。
  - 神奈川県横浜市のカフェ運営会社「外食文化研究所」が共同購入型クーポンを販売するグルーポン・ジャパンを通して販売したおせち料理に対し、内容量が極端に少ないなどの苦情が多発。料理を受け取った購入者がインターネット上に上げるなどして騒動となる。

## 社会

### 政治
- 首相
  - 鳩山由紀夫（民主党）：1月 - 6月8日（6月2日に辞任）
  - 菅直人（民主党）：6月8日 -

### イベント・行事
- 国民読書年 - 2008年6月6日、「国民読書年に関する決議」において決定。

## 自然科学

### ノーベル賞
- 鈴木章・根岸英一の2名がノーベル化学賞を受賞。

## 天候・天災・観測等

### 冬季
- 12月中旬より1月上旬まで強い寒気団が日本上空に幾度も居座り、全国的に平年並み、もしくは平年以下の気温となった。その後は一旦落ち着くが、1月下旬から2月上旬に再び強い寒気団が流れ込み、北海道、東北、北陸を中心に風雪被害をもたらした。

### 春季
曇りや雨の日が多く、低温と日照不足のため、野菜の価格が急騰した。
- 2月28日 - 2月27日にチリで発生した地震（チリ地震）による津波警報が気象庁より発表された。岩手県久慈市・高知県須崎市で120cmの津波を観測するなど、日本各地で津波が観測された。
- 3月21日、全国で強風と黄砂が観測された。

### 夏季
- 全国各地で梅雨前線豪雨による被害が相次いだ。7月14日以降の大雨による死者は岐阜、島根、広島の各県で計9人となった。
- 日本の広範囲を記録的な猛暑が襲った。2010年の猛暑 (日本)を参照。

## 文化と芸術

### 流行

#### 流行語
ユーキャン新語・流行語大賞
以下に本年の受賞語を列記する。なお、肩書きや役職などは受賞当時のものである。
- 年間大賞
  - ゲゲゲの〜（武良布枝 〈『ゲゲゲの女房』作者〉、武良は『ゲゲゲの鬼太郎』の作者である漫画家・水木しげるの妻に当たる）
- トップテン入賞
  - いい質問ですねぇ（池上彰 〈ジャーナリスト〉）
  - イクメン（つるの剛士）
  - AKB48
  - 女子会（大神輝博 〈モンテローザ社長〉）
  - 脱小沢（受賞した菅直人 〈内閣総理大臣〉 が辞退）
  - 食べるラー油（小出孝之 〈桃屋社長〉）
  - 「ととのいました」（Wコロン）
  - 「〜なう」（梅崎健理 〈スーパー高校生〉）
  - 無縁社会（NHK『無縁社会』制作チーム)
- 特別賞: 早稲田大学野球部主将であった斎藤佑樹の大学野球秋季リーグ優勝時における以下の発言が選ばれている。
  - 「何か持っていると言われ続けてきました。今日何を持っているのか確信しました… それは仲間です。」

### 建築
竣工
解体

### 音楽
- 1月20日 - 『痛いよ』（清竜人）
- 2月3日 - 『ファンファーレと熱狂』（andymori）。同アルバムに『1984』収録。第3回「CDショップ大賞」大賞。
- 2月17日 - 『うれしくって抱きあうよ』（YUKI）
- 2月24日 - 『スポーツ』（東京事変）
- 3月3日 - 『don't cry anymore』（miwa、1stシングル。）
- 3月3日 - 『Troublemaker』（嵐）
- 3月10日 - 『友だちを殺してまで。』（神聖かまってちゃん）。同アルバムに『ロックンロールは鳴り止まないっ』収録。第3回「CDショップ大賞」準大賞。
- 3月17日 - 『kikUUiki』（サカナクション）。同アルバムに『アルクアラウンド』、『目が明く藍色』収録。
- 3月31日 - 『ソラニン』（ASIAN KUNG-FU GENERATION）
- 4月7日 - 『シンクロニシティーン』（相対性理論）。同アルバムに『ミス・パラレルワールド』収録。
- 4月21日 - 『ずっと好きだった』（斉藤和義）
- 5月5日 - 『ありがとう』（いきものがかり）。NHK連続テレビ小説『ゲゲゲの女房』主題歌。
- 5月5日 - 『行くぜっ!怪盗少女／走れ！』（ももいろクローバー、メジャーデビューシングル。）
- 5月12日 - 『Sunshine Girl』（moumoon）
- 5月19日 - 『会いたくて 会いたくて』（西野カナ）
- 6月9日 - 『Nicheシンドローム』（ONE OK ROCK）。同アルバムに『完全感覚Dreamer』、『Wherever you are』収録。
- 6月9日 - 『Ring a Ding Dong』（木村カエラ）
- 6月18日 - 『タマシイレボリューション』（Superfly）。NHK2010年度サッカーテーマソング。
- 6月23日 - 『クロなら結構です』（モーモールルギャバン）。同アルバムに『ユキちゃんの遺伝子』収録。
- 7月14日 - 『LOVE SONG』（N'夙川BOYS）。同アルバムに『物語はちと？不安定』収録。
- 7月28日 - 『MUSIC』（フジファブリック）。同アルバムに『夜明けのBEAT』（テレビ東京系ドラマ24「モテキ」主題歌）収録。本作のミーティングの最中であった2009年12月24日にボーカルの志村正彦が死去。
- 8月18日 - 『ヘビーローテーション』（AKB48）
- 8月25日 - 『本当は怖い愛とロマンス』（桑田佳祐）
- 9月8日 - 『言葉にならない、笑顔を見せてくれよ』（くるり）
- 10月27日 - 『とげまる』（スピッツ）
- 10月27日 - 『放課後ティータイムII』（放課後ティータイム）
- 10月27日 - 『ベイビー・アイラブユー』（TEE）
- 11月24日 - 『トイレの神様』（植村花菜）
- 12月1日 - 『ぽいぽいぽいぽぽいぽいぽぴー』（あやまんJAPAN）
- 12月8日 - 『Documentary』（秦基博）。第3回「CDショップ大賞」準大賞。
- 12月22日 - 『Snow halation』（μ's）

### 演劇
歌舞伎
宝塚歌劇団

### 映画
- 1月16日 - 今度は愛妻家（監督：行定勲、主演：豊川悦司・薬師丸ひろ子）
- 3月13日 - 時をかける少女（監督：谷口正晃）
- 5月1日 - 川の底からこんにちは（監督：石井裕也、主演：満島ひかり）
- 5月22日 - パーマネント野ばら（監督：吉田大八）
- 5月22日 - 春との旅（監督：小林政広）
- 5月29日 - ヒーローショー（監督：井筒和幸）
- 6月5日 - 告白（監督：中島哲也）
- 6月12日 - アウトレイジ（監督：北野武）
- 7月10日 - 必死剣 鳥刺し（監督：平山秀幸、主演：豊川悦司）
- 8月14日 - キャタピラー（監督：若松孝二、主演：寺島しのぶ）
- 9月11日 - 悪人（監督：李相日、主演：妻夫木聡・深津絵里）
- 9月18日 - THE LAST MESSAGE 海猿（監督：羽住英一郎）
- 9月25日 - 十三人の刺客（監督：三池崇史）
- 10月2日 - ヌードの夜/愛は惜しみなく奪う（監督：石井隆）
- 10月2日 - ヘヴンズ ストーリー（監督：瀬々敬久）
- 10月30日 - SP 野望篇（監督：波多野貴文）
- 12月4日 - 武士の家計簿（監督：森田芳光）
- 12月18日 - 海炭市叙景（監督：熊切和嘉）

受賞
- 3月9日 - 北野武がフランス芸術文化勲章コマンドゥール章を受章[a 38]。

### テレビ

#### ドラマ
- 1月 - 11月 『龍馬伝』（NHK大河ドラマ）
- 2009年10月 - 3月 『相棒 season8』（テレビ朝日系水9）
- 1月 - 3月 『コード・ブルー -ドクターヘリ緊急救命-2nd season』（フジテレビ系月9）
- 1月 - 3月 『曲げられない女』（日本テレビ系水曜ドラマ）
- 3月 - 9月 NHK連続テレビ小説『ゲゲゲの女房』
- 4月 - 6月 『新参者』（TBS系日曜劇場）
- 4月 - 6月 『Mother』（日本テレビ系水曜ドラマ）
- 4月 - 6月 『臨場』続章（テレビ朝日系水9）
- 7月 - 9月 『うぬぼれ刑事』（TBS系金曜ドラマ）。向田邦子賞。
- 7月 - 9月 『ホタルノヒカリ2』（日本テレビ系水曜ドラマ）
- 9月 - 2011年4月 NHK連続テレビ小説『てっぱん』
- 10月 - 12月 『フリーター、家を買う。』（フジテレビ系火9）。ギャラクシー賞マイベストTV賞。
- 10月 - 2011年3月 『相棒 season9』（テレビ朝日系水9）

#### お笑い
コンテスト番組の優勝者
- 上方漫才大賞
  - 中川家（吉本興業）
- NHK上方漫才コンテスト
  - 銀シャリ（吉本興業）
- ABCお笑い新人グランプリ　最優秀新人賞
  - モンスターエンジン（吉本興業）
- 爆笑オンエアバトル チャンピオン大会（NHK、2009年度）
  - トータルテンボス（吉本興業）
- M-1グランプリ（テレビ朝日系）
  - 笑い飯（吉本興業） 以降M-1は2015年まで休止
- R-1ぐらんぷり（フジテレビ系）
  - あべこうじ（吉本興業）
- キングオブコント（TBS系）
  - キングオブコメディ（プロダクション人力舎）

#### その他
- 3月29日 - 『天才てれびくんMAX』の司会者がガレッジセール、木曜生放送の司会者が長友光弘と木下優樹菜に交代（いずれも本年度のみ）。本年度で『MAX』の放送は終了し、翌年から『大!天才てれびくん』にリニューアルする。
- 8月28日〜29日 - 第33回24時間テレビ 「愛は地球を救う」が開催・放映。

### 特撮
天装戦隊ゴセイジャー スーパー戦隊シリーズ34作目
仮面ライダーオーズ 平成仮面ライダーシリーズ12作目

### アニメ
アニメーション映画
- 1月23日 - Fate/stay night UNLIMITED BLADE WORKS（監督：山口祐司）
- 2月6日 - 涼宮ハルヒの消失（総監督：石原立也）
- 3月6日 - ドラえもん のび太の人魚大海戦（監督：楠葉宏三）
- 3月6日 - イヴの時間 劇場版（総監督：吉浦康裕）
- 3月13日 - 東のエデン-Paradise Lost-パラダイスロスト（監督：神山健治）
- 4月24日 - 劇場版 銀魂 新訳紅桜篇（監督：高松信司）
- 7月10日 - 劇場版ポケットモンスター ダイヤモンド&パール 幻影の覇者 ゾロアーク（監督：湯山邦彦）
- 7月17日 - 借りぐらしのアリエッティ（監督：米林宏昌）
- 8月21日 - カラフル-Colorful（監督：原恵一）。文化庁メディア芸術祭アニメーション部門優秀賞。

テレビアニメ
放送開始月を記載
- 1月 - 刀語
- 1月 - ソ・ラ・ノ・ヲ・ト
- 1月 - デュラララ!!
- 1月 - バカとテストと召喚獣
- 2月 - ハートキャッチプリキュア!
- 4月 - Angel Beats!
- 4月 - けいおん!!第2期
- 4月 - 四畳半神話大系　※テレビアニメとして初の文化庁メディア芸術祭アニメーション部門大賞を受賞
- 4月 - WORKING!!
- 7月 - アマガミSS
- 7月 - 学園黙示録 HIGHSCHOOL OF THE DEAD
- 7月 - 生徒会役員共
- 7月 - 伝説の勇者の伝説
- 10月 - 俺の妹がこんなに可愛いわけがない
- 10月 - STAR DRIVER 輝きのタクト
- 10月 - 神のみぞ知るセカイ
- 10月 - とある魔術の禁書目録第2期
- 10月 - ヨスガノソラ

OVA

## スポーツ

### 総合競技大会
- 第65回国民体育大会 (ゆめ半島千葉国体)
- 第10回全国障害者スポーツ大会 (ゆめ半島千葉大会)

#### 冬季オリンピック・パラリンピック
冬季オリンピック・パラリンピックがカナダのバンクーバーで開催された。日本からも多数のアスリートが出場している。
- 第21回冬季オリンピック（バンクーバー）

- 第10回冬季パラリンピック（バンクーバー）

### 各競技

#### モータースポーツ
- 全日本選手権フォーミュラ・ニッポン - ジョアオ・パオロ・デ・オリベイラ
- 全日本F3選手権 - 国本雄資
- SUPER GT
  - GT500 - 小暮卓史、ロイック・デュバル
  - GT300 - 星野一樹、柳田真孝

## 誕生

### 1～3月
- 1月13日 - 中島琴音、子役
- 1月20日 - 白鳥玉季、子役
- 1月20日 - みく、アイドル、『ナナイロ☆ドロップス』メンバー（+ 2023年）
- 3月12日 - 村田結生、アイドル、つばきファクトリーメンバー
- 3月23日 - 土居楓奏、アイドル、つばきファクトリーメンバー

### 4～6月
- 4月1日 - 西田一咲、俳優
- 4月7日 - 真里、モデル
- 4月8日 - 村山輝星、子役、タレント
- 4月10日 - 織原さくら、アイドル（OS☆K）
- 4月18日 - 二代目市川右近、歌舞伎役者、子役
- 5月2日 - 岩田琉生、俳優
- 5月3日 - 暦、子役
- 5月23日 - 新津ちせ、子役、声優、Foorinメンバー
- 5月26日 - 松尾そのま、モデル、子役、タレント
- 5月27日 - 藤野蒼生、子役
- 5月(日付不明) - 秋元うい、絵本作家
- 6月1日 - 山下音彩、声優
- 6月7日 - 上薗恋奈、フィギュアスケート選手
- 6月13日 - 松浦理仁、子役
- 6月15日 - 番家一路、子役
- 6月24日 - 粟野咲莉、子役
- 6月28日 - 新井琉月、子役

### 7～9月
- 7月20日 - 梨里花、子役
- 7月25日 - あいちゃん、アイドル
- 8月3日 - 生野莉奈、アイドル、HKT48メンバー
- 8月13日 - 江原風花、子役、モデル
- 8月25日 - 奈緒美クレール、子役、モデル
- 8月25日 - 田中誠人、俳優
- 8月27日 - 梅﨑音羽、子役、声優
- 8月28日 - 高尾日歌、子役
- 8月29日 - 屋鋪琥三郎、子役
- 9月7日 - 岩田琉聖、子役
- 9月11日 - 山下如菜、子役
- 9月17日 - 禾本珠彩、ファッションモデル、女優
- 9月23日 - 高松咲希、子役、ファッションモデル
- 9月28日 - 道上愛弓、子役、モデル

### 10～12月
- 10月14日 - 長谷川瑞穂、スケートボーダー
- 10月23日 - 土田諒、子役、モデル
- 10月25日 - 伊藤駿太、子役
- 10月26日 - 小畑乃々、子役
- 10月26日 - 松井沙麗、レーシングドライバー
- 11月3日 - 青山らら、子役女優
- 11月4日 - 澤井梨丘、女優
- 11月23日 - 高木美嘉、子役、モデル
- 11月24日 - 山田花凜、子役
- 12月2日 - 宮本琉成、子役
- 12月11日 - 川中だいじ、中学生ジャーナリスト
- 12月24日 - 阿久津慶人、子役
- 12月24日 - 古川凛、子役
- 12月25日 - 桃山こまち、子役、女優、キッズモデル

### 日付不詳
- 木村新汰、俳優、声優